# Lista de províncias de Ruanda por Índice de Desenvolvimento Humano
Esta é uma lista de províncias de Ruanda por Índice de Desenvolvimento Humano a partir de 2019.
| Classificação                | Província                    | IDH (2019)                   |
| Desenvolvimento humano médio | Desenvolvimento humano médio | Desenvolvimento humano médio |
| ---------------------------- | ---------------------------- | ---------------------------- |
| 1                            | Kigali                       | 0,641                        |
| Baixo desenvolvimento humano |                              |                              |
| –                            | Ruanda (média)               | 0,543                        |
| 2                            | Oeste                        | 0,538                        |
| 3                            | Norte                        | 0,537                        |
| 4                            | Sul                          | 0,529                        |
| 5                            | Oriental                     | 0,518                        |